# 蛋白質生物合成

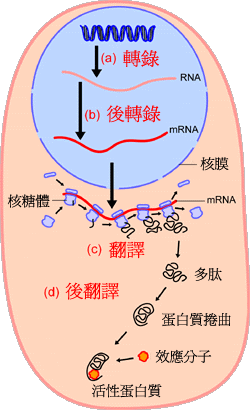
蛋白質合成的過程：在細胞核內，基因被轉錄成RNA。RNA接著被後轉錄修飾及控制，形成成熟的信使RNA（mRNA），並運往細胞核外的細胞質進行轉譯。mRNA由核糖體翻譯成與mRNA的基本密碼子，通过与轉運RNA上的反密碼子形成配对进行翻譯。新合成的蛋白質會被再行修飾，并可以與效應分子結合，最终成為具有生物学活性的蛋白質。

蛋白質生物合成是指在生物細胞內製造新的蛋白質；此合成是为了平衡蛋白酶解或蛋白派送所造成的細胞蛋白損耗。蛋白质的生物合成也称为轉译，它是基因表达的最后一步。翻译，是在核糖體組裝蛋白質，是生物合成途徑的一個重要組成部分，隨著生成的信使RNA（mRNA），轉移RNA（tRNA的）氨酰化，合作翻譯轉運，並翻譯後修飾。蛋白質的生物合成在多個步驟有嚴格的调控，和已建立錯誤檢查機制。它们主要是转录（从DNA模板合成RNA的现象）和翻译（从RNA中氨基酸组装的现象）。
順反子DNA被轉錄成RNA的各種中間體。經過轉錄後修飾成熟mRNA作為合成多肽鏈的模板。蛋白質通常會直接從基因通過翻譯的mRNA合成。
這個名詞曾經是指蛋白質的轉譯，但現時則是指一個多重的步驟，以轉錄開始及翻譯作結。
原核生物的蛋白質生物合成雖然與真核生物的很相似，但是它们有所不同。
除了通过核糖体翻译合的成蛋白质外，亦存在非核糖体合而由NRPS酶催化合成的非核糖体肽（nonribosomal peptide,NRP)，常为微生物合成的毒素。

## 氨基酸合成
將氨基酸聚合就可以得到蛋白質。氨基酸合成是一系列的生物化學過程（代謝途徑）將從葡萄糖等建立氨基酸。並非所有氨基酸都可以生物合成，例如成人的全部20種氨基酸中，就有8種（数目有争议）氨基酸是人体无法自身合成的，需要從食物中攝取，为必需氨基酸。氨基酸會被運送至轉運RNA（tRNA）用在翻譯的過程。

## 轉錄

圖中顯示轉錄過程。英文待翻譯。

轉錄是由基因組產生含有蛋白質序列的信使RNA（mRNA）模板，以進行翻譯。只需要脫氧核糖核酸（DNA）雙螺旋的其中一条链就能進行轉錄，此链稱為模板链。轉錄可以分為3個階段：起始，延伸和終止，每個階段由大量蛋白質調節，例如轉錄因子和共激活因子，確保正確的基因被轉錄。
1. 核糖核酸聚合酶（RNA聚合酶）先與DNA的用作轉錄起始的特別區域結合。這個結合區域稱為啟動子。當RNA聚合酶與啟動子結合後，該DNA链會開始捲開。
2. 第二個轉錄步驟是轉錄延伸。RNA聚合酶與未編碼的模板链一起，合成核糖核苷酸聚合物。RNA聚合酶並不會使用已編碼的链為模板，這是因為任何一股的拷貝會生產一組補充的基礎序列，所以只有未編碼链才會作為模板來複製已編碼链。
3. 當聚合酶到達最後階段，全新轉錄的信使RNA（mRNA）需要修飾以能夠到達細胞的其他部份，包括細胞質及內質網。一個5'端帽會加入並保護mRNA，免於降解。聚A尾會被加入3'端保護，並成為接下步驟的模板。在真核生物中，最重要的基因拼接步驟會於此階段出現，移除內含子及合併外顯子。

轉錄的第一個產物在原核細胞中與真核細胞不同，因為在原核細胞中第一個產物是信使RNA（mRNA），其不需要轉錄後修飾，而在真核細胞中，第一個產物被稱為初級轉錄物，需要後 轉錄修飾（用7-甲基鳥苷加帽，用聚A尾加尾）得到hnRNA（異源核RNA）。 然後hnRNA通過剪接體經歷內含子（基因的非編碼部分）的剪接以產生最終信使RNA（mRNA）。

## 轉譯

圖中顯示轉譯過程。英文待翻譯。

图示mRNA的翻译和核糖体合成蛋白质。

在轉譯的過程中，先前從DNA被轉錄的mRNA會被特別的細胞結構解碼以製造蛋白質，這個特別的細胞結構稱為核糖體。蛋白質生物合成會被分為起始、延伸及完成階段。
核糖體可以提供場所，讓另一種特別的RNA，稱為轉運RNA（tRNA）與mRNA結合。tRNA內有一組「反密碼子」能將相對應的序列與mRNA在核糖體內互相形成氫鍵。因此，相對應的tRNA（化學上與特定的胺基酸結合）會被導向至核糖體，加入在發展中的多肽。以下展示了兩個胺基酸聯合的化學過程：

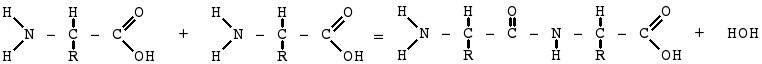
兩個胺基酸分子結合的化學過程，生成二肽及水分子

核糖體會一個接一個的在mRNA的密碼子運行，另一個tRNA會借核糖體附著mRNA。首個tRNA會被釋放，但附著該tRNA的胺基酸會被運送至第二個tRNA，並與它的胺基酸結合。這種轉移不斷進行，直至生成一條胺基酸的長鏈。 
當整個單位到達mRNA最後的密碼子時，它會離開及新形成的蛋白質會被釋放，這就是完成的階段。在這個步驟中，有很多的酶會用來協助整個過程。

## 蛋白質翻譯之後的事件
生物合成之後的事件包括翻譯後修飾和蛋白質折疊。在合成的期间和之後，多肽鏈往往折疊卷曲成所謂的原生二級結構和三級結構。這就是所謂的蛋白質折疊。
很多蛋白質會進行翻譯後修飾。這包括雙硫鍵的形成或附在任何生化官能團，如醋酸鹽、磷酸鹽、不同的脂類及糖類。有些酶亦會將多肽鏈前端的一個或以上的胺基酸移除，或者促进多肽链形成链内或链间二硫鍵。

## 外部連結
- （英文）转录起始的交互式Java仿真模拟。来自尼尔斯·玻尔研究所的生命模型中心（页面存档备份，存于）。
- （英文）关于蛋白質合成网站 （页面存档备份，存于）.